# Basjkiriska
Basjkiriska är ett nordvästligt turkspråk, nära besläktat med tatariskan. Språket har 1–2 miljoner talare (enligt den sovjetiska folkräkningen 1989 hade 1 047 000 det som förstaspråk och 26 737 som andraspråk, medan Ethnologue anger 1 871 383 talare), i huvudsak basjkirer – främst i Basjkirien i Ryssland, men även i Kazakstan och Uzbekistan. Det började skrivas med det arabiska alfabetet från 1700-talet och framåt, för att sedan gå över till en egen variant mellan 1923 och 1930, då det latinska alfabetet infördes. Vintern 1938/1939 infördes sedan officiellt det kyrilliska alfabetet modifierat på det ryska med ett antal extra tecknen: Ҙ ҙ, Ә ә, Ө ө, Ү ү, Ғ ғ, Ҡ ҡ, Ң ң, Ҫ ҫ och Һ һ.

## Basjkiriska alfabetet
| А а | Б б | В в | Г г | Ғ ғ | Д д | Ҙ ҙ | Е е |
| Ё ё | Ж ж | З з | И и | Й й | К к | Ҡ ҡ | Л л |
| М м | Н н | Ң ң | О о | Ө ө | П п | Р р | С с |
| Ҫ ҫ | Т т | У у | Ү ү | Ф ф | Х х | Һ һ | Ц ц |
| Ч ч | Ш ш | Щ щ | Ъ ъ | Ы ы | Ь ь | Э э | Ә ә |
| Ю ю | Я я |     |     |     |     |     |     |